# Bratislav Ristić
Pour les articles homonymes, voir Ristic.
Bratislav Ristić (en serbe cyrillique : Братислав Ристић), né le 21 janvier 1980 à Niš, est un joueur de football serbe qui évoluait comme milieu de terrain latéral. Il a été repris plusieurs fois dans les équipes nationales de jeunes en Serbie, mais n'a jamais joué avec l'équipe première.

## Carrière
Bratislav Ristić s'inscrit dans une école pour jeunes footballeurs associée au Radnički Niš à l'âge de 10 ans. Quand il a 16 ans, l'entraîneur de l'équipe première du club le remarque et l'inclut dans l'équipe, qui joue à l'époque en première division serbe. En 1998, il est sélectionné à plusieurs reprises en équipe espoirs de Serbie, et en juillet, il rejoint le FC Bruges, un club du top belge. Il est d'abord incorporé au noyau espoirs, et après six mois, il est promu dans l'équipe première du club. Il ne joue que rarement, mais remporte tout de même la Coupe de Belgique 2002, la Supercoupe de Belgique 2002, ainsi que le titre de champion de Belgique 2003.
Après cinq ans en Belgique, Bratislav Ristić s'envole pour le championnat d'Ukraine et signe au Metalurg Donetsk. Il termine troisième du championnat en 2005, et la saison suivante, il remporte le titre honorifique de meilleur passeur du championnat avec 19 assists. Après trois saisons en Ukraine, il est prêté à Málaga lors de sa dernière année de contrat, mais il ne parvient pas à se faire une place dans l'équipe, ne prenant part qu'à un match. Son contrat à Donetsk expire en 2007, et il rejoint alors le Kuban Krasnodar, club de deuxième division russe. Il joue une saison en Russie, finissant vice-champion de division 2, place synonyme de retour en première division. En février 2009, il est transféré au Slavia Sofia, mais après quelques semaines il quitte le club pour le Rad Belgrade. Après un peu plus d'une saison en Serbie, il part pour les États-Unis, où il rejoint le Chicago Fire en septembre 2010.

## Palmarès
- 1 fois champion de Belgique en 2003 avec le FC Bruges.
- Vainqueur de la Coupe de Belgique en 2002 avec le FC Bruges.
- Vainqueur de la Supercoupe de Belgique en 2002 avec le FC Bruges.
- Meilleur passeur du championnat d'Ukraine en 2006 avec le Metalurg Donetsk.